# Méritein
Méritein ist eine französische Gemeinde mit 279 Einwohnern (Stand 1. Januar 2022) im Département Pyrénées-Atlantiques in der Region Nouvelle-Aquitaine (vor 2016: Aquitanien). Die Gemeinde gehört zum Arrondissement Oloron-Sainte-Marie und zum Kanton Le Cœur de Béarn (bis 2015: Kanton Navarrenx).
Die Bewohner werden Mériteinois und Mériteinoises genannt.

## Geographie
Méritein liegt ca. 25 km nordwestlich von Oloron-Sainte-Marie in der historischen Provinz Béarn.
Umgeben wird der Ort von den Nachbargemeinden:
|                    | Bastanès                                    |              |
| Castetnau-Camblong | Kompassrose, die auf Nachbargemeinden zeigt | Vielleségure |
|                    | Navarrenx                                   |              |

Méritein liegt im Einzugsgebiet des Flusses Adour am rechten Ufer des Gave d’Oloron. Seine Nebenflüsse Ruisseau l’Arroder, Ruisseau le Lucq und Ruisseau les Barthes durchqueren ebenfalls das Gebiet der Gemeinde.

## Geschichte
Der Name der Gemeinde wird im 11. Jahrhundert in den Schriften erstmals erwähnt. In der Folge erfuhr sie eine schnelle Entwicklung nicht zuletzt durch die Lage an einem der Jakobswege nach Santiago de Compostela. Die Pilger mussten in Méritein Halt machen, um eine Fähre über den Gave zu nehmen. Guillaume-Arnaud, Grundherr von Méritein, hob im Jahre 1290 die Leibeigenschaft auf mit Ausnahme für Cagots, eine Personengruppe, die vom 13. bis weit ins 19. Jahrhundert hinein in Spanien und Frankreich aus unbekannten Gründen diskriminiert und weitgehend vom gesellschaftlichen Leben ausgeschlossen war. Die individuellen feudalen Pflichten der Bewohner wurde in eine allgemeine Abgabe umgewandelt, die von der Gemeinde für alle zu begleichen war für die Ländereien, die von ihr bewirtschaftet wurde. Ein befestigtes Lager im Mittelalter als Teil einer Linie zur Verteidigung des Béarn zeigte die wachsende Bedeutung von Méritein, einem Dorf an der Nähe zur Soule. In der Volkszählung des Béarn im Jahre 1385 wurden in Méritein 42 Haushalte gezählt und vermerkt, dass die Siedlung zur Bailliage von Navarrenx gehörte.
Nach einigen unruhigen Jahrhunderten erfuhr Méritein im 17. Jahrhundert einen wirtschaftlichen Aufschwung durch die Eröffnung einer Strumpffabrik, die bis in das folgende Jahrhundert betrieben wurde. Im Jahre 1790 verwüstete ein ungewollt entstandener Brand das Dorf, das auf den übrig gebliebenen Mauern anschließend wieder aufgebaut wurde.
Toponyme und Erwähnungen von Méritein waren:
- Sanctus Meritensis und Meritengs (11. Jahrhundert, laut Pierre de Marcas Buch Histoire de Béarn, S. 272 und S. 294),
- Meriteing (1205, Urkunden aus Bérérenx),
- Meriteng (13. Jahrhundert, fors de Béarn, Manuskript aus dem 14. Jahrhundert),
- Sent-Johan de Meritenh (1384, Notare aus Navarrenx),
- Meritain (1481, Urkunden der Vicomté von Béarn),
- Meritein (1750, 1793 und 1801, Karte von Cassini, Notice Communale bzw. Bulletin des Lois) und
- Méritein (1863, Dictionnaire topographique du département des Basses-Pyrénées).[4][5][6]

### Einwohnerentwicklung
Nach einem Höchststand der Einwohnerzahl von 440 in der Mitte des 19. Jahrhunderts reduzierte sich die Zahl bei kurzen Erholungsphasen bis zu den 1930er Jahren auf ein Niveau von rund 230. In den 1970er und 1980er Jahren wuchs die Gemeinde auf rund 320 Einwohner an, verlor diese wieder kurzzeitig und hält heute ein Niveau von rund 300 Einwohnern.
| Jahr      | 1962 | 1968 | 1975 | 1982 | 1990 | 1999 | 2006 | 2009 | 2022 |
| --------- | ---- | ---- | ---- | ---- | ---- | ---- | ---- | ---- | ---- |
| Einwohner | 230  | 216  | 247  | 316  | 258  | 265  | 271  | 294  | 279  |

## Sehenswürdigkeiten

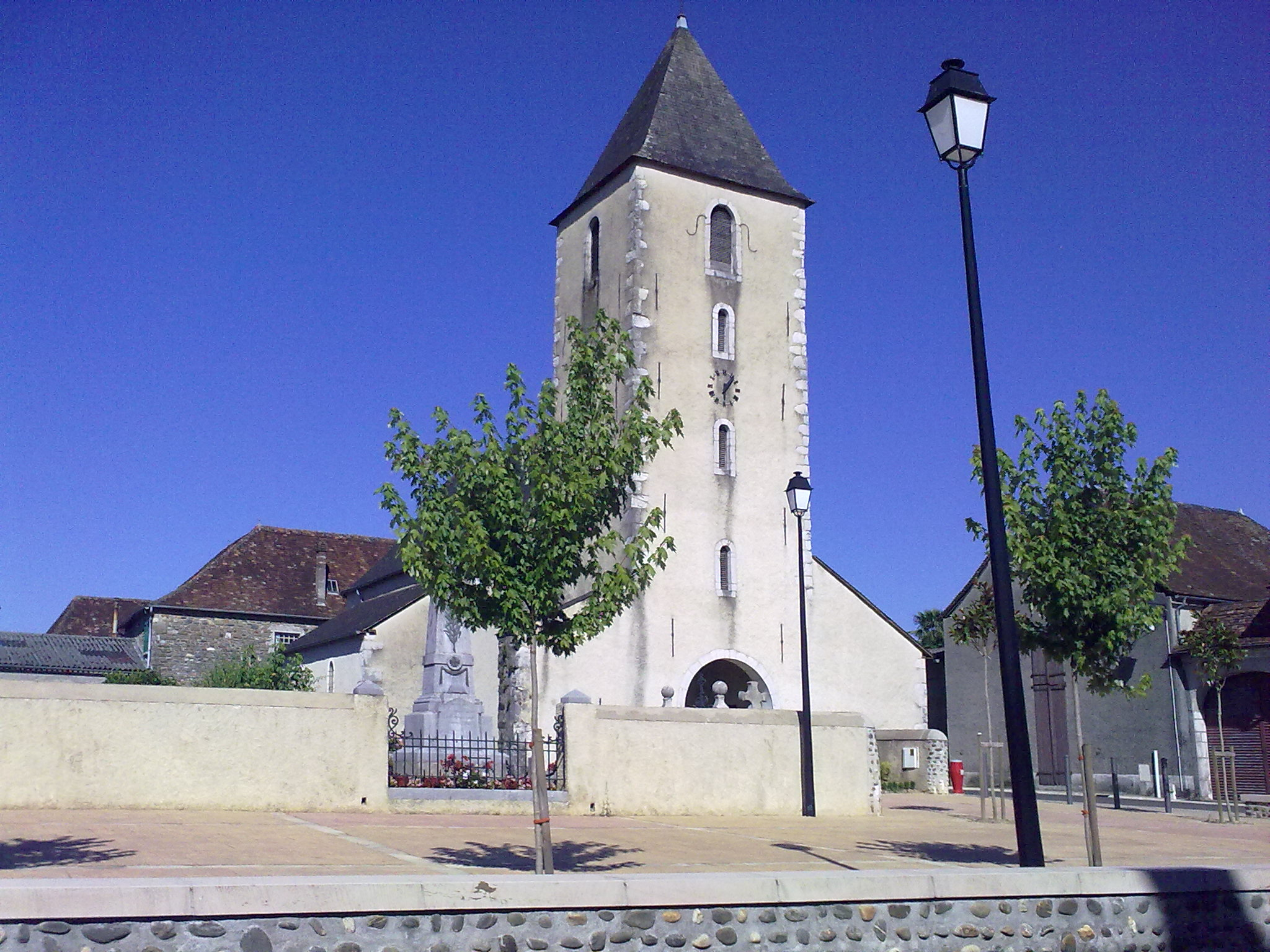
Pfarrkirche Saint-Jean-Baptiste

- Pfarrkirche, geweiht Johannes dem Täufer. Sie wurde 1832 im Zentrum der Gemeinde neben dem Friedhof als Ersatz für die frühere romanische Kirche errichtet, die als zu abgelegen empfunden worden war. Eine entsprechende Jahreszahl über dem Eingang der neuen Kirche bestätigt diese Datierung. Ihr dreischiffiges Langhaus mit drei Jochen Länge wird durch den Glockenturm über dem Eingangsvorbau abgeschlossen. Die Kirchenschiffe sind durch Rundbogenarkaden voneinander getrennt. Die Decke im Langhaus entspricht einem falschen Tonnengewölbe in Rundbogenform, im Chor einem falschen Kesselgewölbe. 1901 wurde ein Projekt zur Vergrößerung verabschiedet, das die Errichtung einer zweiten Kapelle und einer zweiten Sakristei umfasste. Im folgenden Jahr wurde die Kirche mithilfe von Glasfenster des Glasmalers Louis Gesta aus Toulouse verschönert.[8][9]

- Wohnsitz in Méritein. Im Zentrum der Gemeinde befindet sich ein imposanter Wohnsitz aus dem 19. Jahrhundert. Sein Wohntrakt wird von zwei Pavillons eingerahmt, die höher als der zentrale Teil gebaut sind, so dass die den Charakter von Türmen besitzen. De facto besitzen sie vier Stockwerke, der mittlere Trakt drei. Dachgauben sorgen für die Beleuchtung der Dachgeschosse. Die Gebäudeecken werden durch weiße Werksteine betont, die sich vom rosafarbenen Putz abheben. Der Garten vor und hinter dem Gebäude wird durch eine Mauer aus Bruchsteinen umsäumt.[10]

## Wirtschaft und Infrastruktur

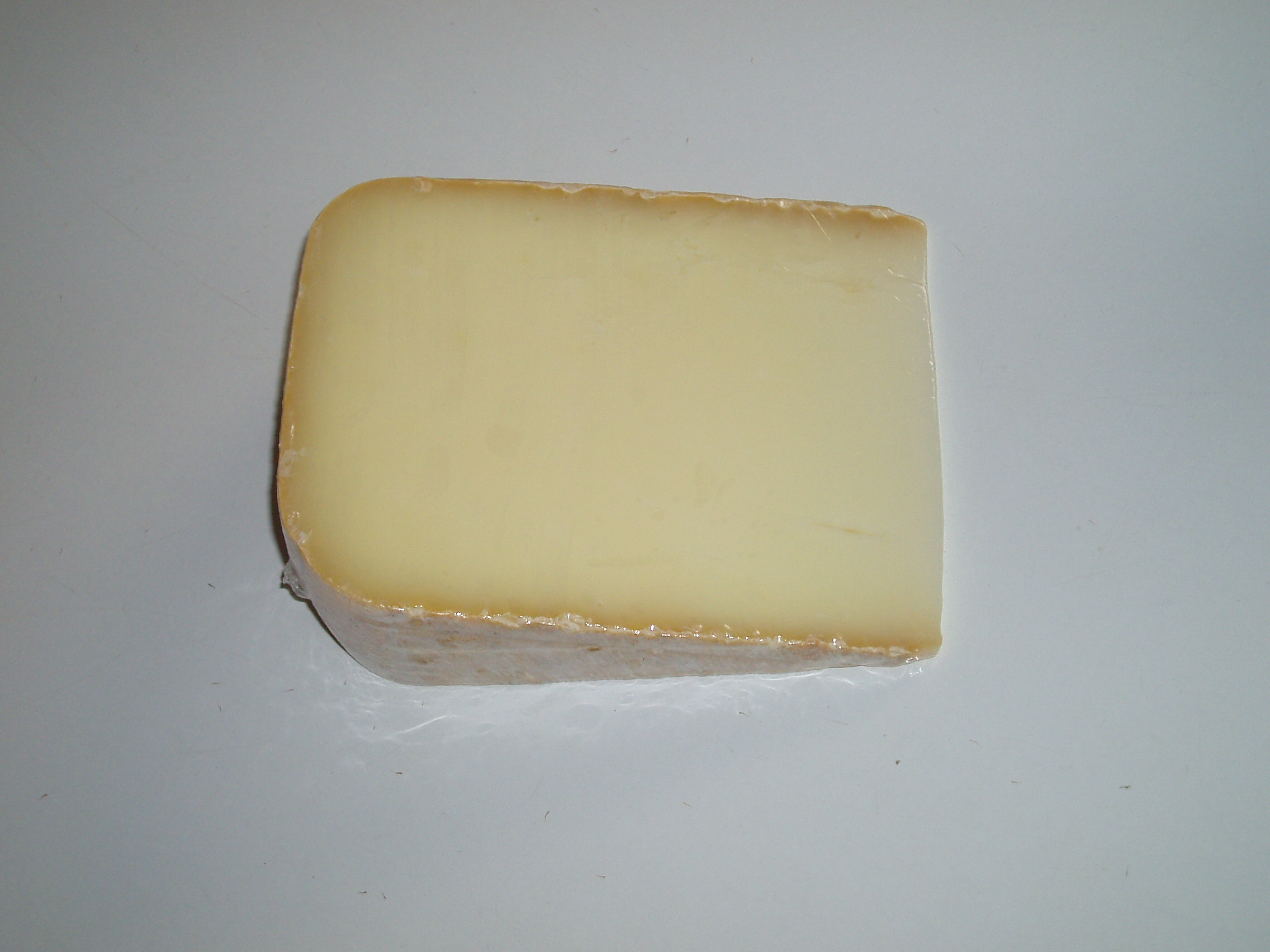
Ossau-Iraty

Die Landwirtschaft ist traditionell ein wichtiger Wirtschaftsfaktor der Gemeinde, deren Dienstleistungen durch die Nähe zu Navarrenx bedingt und mithilfe des Tourismus belebt werden. Méritein liegt in den Zonen AOC des Ossau-Iraty, eines traditionell hergestellten Schnittkäses aus Schafmilch, sowie der Schweinerasse und des Schinkens „Kintoa“.

Logo des Jakobswegs

### Sport und Freizeit
Der Fernwanderweg GR 65 von Genf nach Roncesvalles führt durch die Gemeinde. Er folgt der Via Podiensis, einem der vier historischen Jakobswege.

### Verkehr
Méritein wird durchquert von der Route départementale 947 (ehemalige Route nationale 647) und ist mit einer Linie des Busnetzes Transports 64 über Orthez und Navarrenx mit anderen Gemeinden des Départements verbunden.

## Persönlichkeiten
Euphémie Caroline Nicolasse Lloret, geboren in Méritein, heiratete am 26. November 1856 Charles Ferdinand Latrille Lorencez, einen General, der u. a. in der zweiten Phase der französischen Intervention in Mexiko das Kommando über die französischen Truppen innehatte.